# کاتسویوکی کونیشی
کاتسویوکی کونیشی (انگلیسی: Katsuyuki Konishi؛ زادهٔ ۲۱ آوریل ۱۹۷۳) صداپیشه، و بازیگر اهل ژاپن است. وی از سال ۱۹۹۶ میلادی تاکنون مشغول فعالیت بوده‌است.